# Deena Deardurff
Deena Diane Deardurff (Wyoming, 8 maggio 1957) è un'ex nuotatrice statunitense.

## Carriera
Assieme alle compagne Melissa Belote, Catherine Carr e Sandra Neilson ha vinto la medaglia d'oro ai giochi di Monaco di Baviera 1972 nella staffetta 4x100 metri misti stabilendo anche il nuovo primato mondiale (4'20"75).

## Palmarès
- Giochi olimpici

Monaco di Baviera 1972: oro nella 4x100m misti.
- Mondiali di nuoto

Belgrado 1973: argento nella 4x100m misti.
- Giochi panamericani

Cali 1971: oro nei 100m farfalla e argento nella 4x100m misti.